# Weerberg
Weerberg é um município da Áustria, situado no distrito de Schwaz, no estado do Tirol. Tem 55,37 km² de área e sua população em 2019 foi estimada em 2.496 habitantes.